# Parafia św. Jadwigi Śląskiej w Zgorzelcu
Parafia św. Jadwigi Śląskiej w Zgorzelcu – rzymskokatolicka parafia należąca do dekanatu zgorzeleckiego w diecezji legnickiej. 